# Полански, Пауль
Па́уль Пола́нски (17 февраля 1942 или 1 февраля 1942, Мейсон-Сити, Айова — 26 марта 2021) — американский писатель и активист, борец за права цыган в Восточной Европе и на Балканах.
Жил вместе с цыганами около 10 лет в Восточной Европе, чтобы собрать устные истории. Автор нескольких книг об их жизни в Чехии, в Косове, в Сербии и в Македонии. Руководил Косовским фондом помощи цыганам-беженцам (англ. Kosovo Roma Refugee Foundation), общественной организацией, которая работает с измученными жителями лагерей беженцев в Северном Косове. С 1999 по 2009 год руководил миссией организации угрожаемых народов в Косове и в Сербии. 10 декабря 2004 года горсоветом города Веймар ему присуждена награда за права человека.
Полански выпустил 27 книг, при этом 18 поэтических книг. Он также выпустил документальные книги, например, UN-Leaded Blood, которая описывает смерть через отравление многочисленных детей в лагерях ООН в северном Косове.
Полански был продюсером фильма Gypsy Blood, которому был присужден приз в категории best informative film в Golden Wheel International Film Festival в Скопье.